# Villahermosa del Río
Villahermosa del Río è un comune spagnolo di 442 abitanti situato nella comunità autonoma Valenciana.